# Galium andrewsii
Galium andrewsii es una especie de planta herbácea perteneciente a la familia de las rubiáceas. Es nativa de  California y Baja California, donde crece en una serie de hábitats como el chaparral y el bosque seco. 

## Descripción
Es una hierba baja, perennifolia en aglutinación o formando esterillas de no más de unos 22 centímetros. Las hojas de color verde-gris, son estrechas, como agujas y crecen en verticilos de cuatro en las ramas delgadas. Cada una es de hasta un centímetro de largo y tiene una punta afilada como la punta de un cabello. La planta es dioica, con individuos que llevan  flores masculinas o femeninas, las flores masculinas se producen en racimos y las flores femeninas son solitarias. Estas son de color amarillo verdoso. El fruto es una baya.

## Taxonomía
Galium andrewsii fue descrita por Asa Gray y publicado en Proceedings of the American Academy of Arts and Sciences 6: 537–538, en el año 1865.
Galium album fue descrita por Philip Miller y publicado en Gardeners Dictionary, Edition 8 7, en el año 1768.
Etimología
Galium: nombre genérico que deriva de la palabra griega gala que significa  "leche",  en alusión al hecho de que algunas especies fueron utilizadas para cuajar la leche.
andrewsii: epíteto
Subespecie aceptada
- Galium andrewsii subsp. gatense (Dempster) Dempster & Stebbins